# Parafijiwka
Parafijiwka (ukrainisch Парафіївка; russisch Парафиевка Parafijewka) ist eine Siedlung städtischen Typs im Südosten der ukrainischen Oblast Tschernihiw mit etwa 2400 Einwohnern (2015).

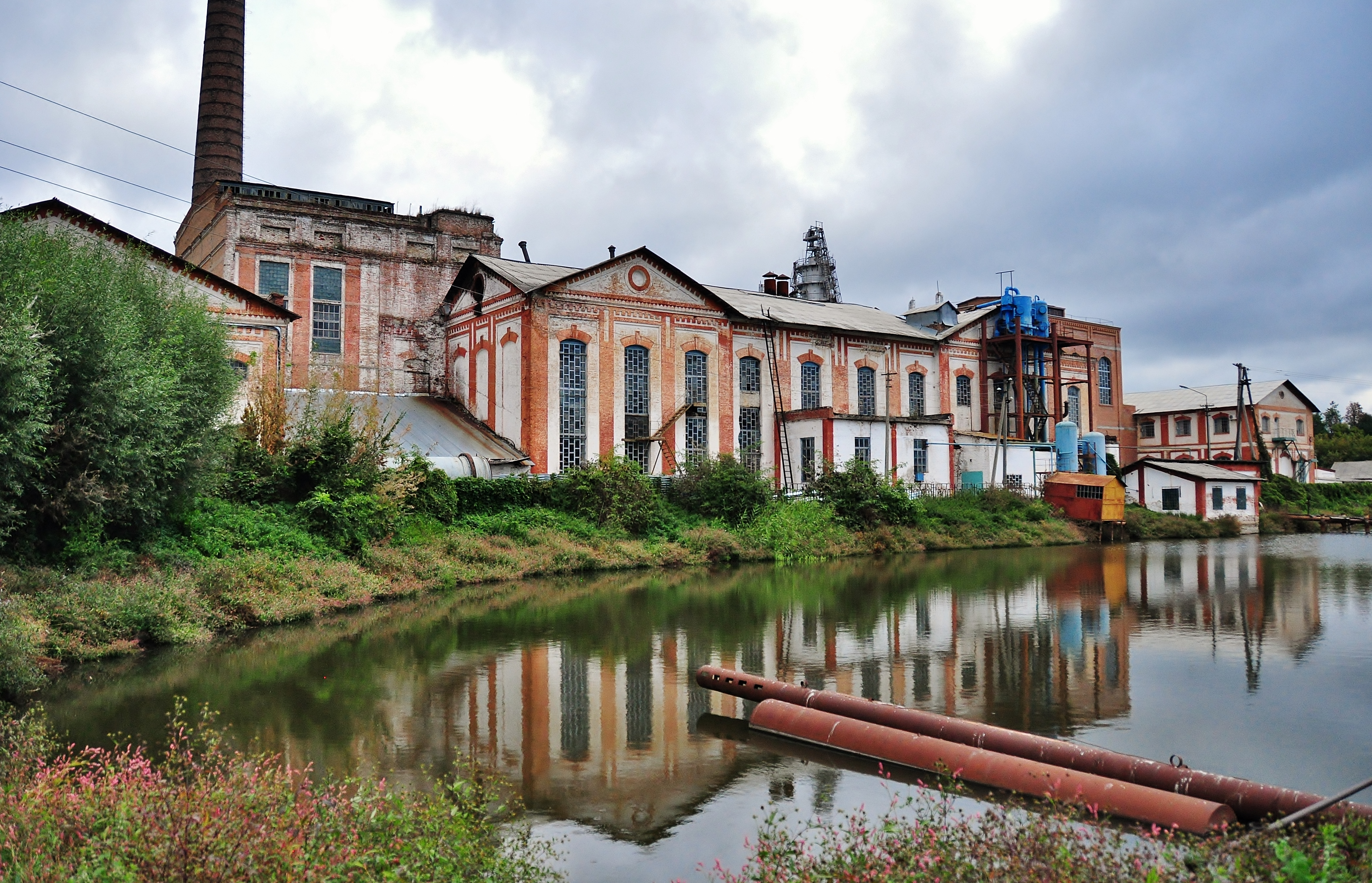
Örtliche Zuckerfabrik

Die Ortschaft besitzt seit 1960 den Status einer Siedlung städtischen Typ und liegt an der Regionalstraße P–68 20 km östlich vom ehemaligen Rajonzentrum Itschnja und etwa 170 km südöstlich vom Oblastzentrum Tschernihiw.

## Verwaltungsgliederung
Am 28. August 2015 wurde die Siedlung zum Zentrum der neugegründeten Siedlungsgemeinde Parafijiwka (Парафіївська селищна громада/Parafijiwska selyschtschna hromada). Zu dieser zählten auch die 13 Dörfer Chajicha, Iwanyzja, Juschne, Kowtuniwka, Kupyna, Lyssohory, Martyniwka, Petruschiwka, Proletarske, Prolisky, Sahin, Soziwka und Wlassiwka sowie die Ansiedlungen Katschaniwka, Luhowe, Sofijiwka und Schewtschenka, bis dahin bildete sie zusammen mit den Ansiedlungen Luhowe und Sofijiwka die gleichnamige Siedlungsratsgemeinde Parafijiwka (Парафіївська селищна рада/Parafijiwska selyschtschna rada) im Osten des Rajons Itschnja.
Am 12. Juni 2020 kam noch die 3 in der untenstehenden Tabelle aufgelisteten Dörfer sowie die Ansiedlung Trostjanez zum Gemeindegebiet.
Am 17. Juli 2020 kam es im Zuge einer großen Rajonsreform zum Anschluss des Rajonsgebietes an den Rajon Pryluky.
Folgende Orte sind neben dem Hauptort Parafijiwka Teil der Gemeinde:
| Name                     | Name       | Name                       |
| ukrainisch transkribiert | ukrainisch | russisch                   |
| ------------------------ | ---------- | -------------------------- |
| Barwinkowe               | Барвінкове | Барвинково (Barwinkowo)    |
| Bereschiwka              | Бережівка  | Бережовка (Bereschowka)    |
| Bojarschtschyna          | Боярщина   | Боярщина (Bojarschtschina) |
| Chajicha                 | Хаїха      | Хаиха (Chaicha)            |
| Iwanyzja                 | Іваниця    | Иваница (Iwaniza)          |
| Juschne                  | Южне       | Южное (Juschnoje)          |
| Katschaniwka             | Качанівка  | Качановка (Katschanowka)   |
| Kowtuniwka               | Ковтунівка | Ковтуновка (Kowtunowka)    |
| Kupyna                   | Купина     | Купина (Kupina)            |
| Luhowe                   | Лугове     | Луговое (Lugowoje)         |
| Lyssohory                | Лисогори   | Лысогоры (Lyssogory)       |
| Martyniwka               | Мартинівка | Мартыновка (Martynowka)    |
| Petruschiwka             | Петрушівка | Петрушовка (Petruschowka)  |
| Prolisky                 | Проліски   | Пролески (Proleski)        |
| Sahin                    | Загін      | Загон (Sagon)              |
| Schewtschenka            | Шевченка   | Шевченко (Schewtschenko)   |
| Sofijiwka                | Софіївка   | Софиевка (Sofijewka)       |
| Soziwka                  | Зоцівка    | Зоцовка (Sozowka)          |
| Trostjanez               | Тростянець | Тростянец                  |
| Wereskuny                | Верескуни  | Верескуны (Wereskuny)      |
| Wlassiwka                | Власівка   | Власовка (Wlassowka)       |

## Söhne und Töchter des Orts
- Jelena Danko (1898–1942), russische bzw. sowjetische Jugendbuchautorin und Malerin
- Michail Schura-Bura (1918–2008), sowjetisch-russischer Mathematiker, Informatiker und Hochschullehrer